# Jamyeonggo
Jamyeonggo (자명고?, conosciuta anche come Princess Ja-myeong) è una serie televisiva sudcoreana trasmessa su SBS dal 9 marzo al 21 luglio 2009.
La serie è basata sul racconto popolare coreano Wangja Hodong gwa Nangnang gongju (왕자호동과 낙랑공주, Il principe Hodong e la principessa di Nangnang), ambientato durante il regno di Nangnang (1 a.C-32 d.C.), che narra di un tamburo, il jamyeonggo, capace di suonare da solo per avvertire di un'invasione nemica. La serie televisiva ha deciso, però, di rendere il tamburo una persona in carne e ossa, Ja-myeong, sorellastra della principessa di Nangnang.
A causa dei bassi ascolti, trovandosi a competere contro Naejo-ui yeo-wang e Seondeok yeo-wang, Ja-myeong go è stata accorciata da 50 a 39 episodi.

## Trama
18 d.C. Da più di cento anni Gojoseon è stato conquistato dagli Han, trasformandosi nella comanderia di Nangnang, ora retta da Liu Xian. A servirlo in qualità di comandanti dell'esercito ci sono i nativi Choi Ri e Wang Goeng, legati per parentela perché la sorella minore di Wang Goeng, Ja-shil, è la seconda moglie di Choi Ri, e ancora votati alla loro patria di origine, che vogliono liberare dal controllo straniero. Lo stesso Liu Xian non si fida di loro e, quando l'astrologo Ja-mook, leggendo le stelle, profetizza che le due mogli di Choi Ri, ormai prossime al parto, avranno due femmine che causeranno il crollo di Nangnang, ordina a Choi Ri di ucciderle con le sue mani. Ja-shil, però, seduce Ja-mook in modo che cambi la profezia e che sua figlia Ra-hee sopravviva, mentre la figlia di Mo Ha-so, Ja-myeong, venga uccisa; quando la neonata scampa a un primo tentativo di ucciderla, è la stessa Ja-shil a pugnalarla al petto con uno spillone di corallo, e la piccola in fin di vita viene affidata al fiume insieme a Il-poom, figlio della serva della madre. Dati per morti in seguito a una tempesta, Il-poom e Ja-myeong in realtà sopravvivono e vengono adottati dai proprietari del circo Felice Gioia, dove crescono imparando le arti circensi insieme ad altri orfani, convinti di essere fratello e sorella e con i nuovi nomi di Haengkai e Puku, rispettivamente. Nel frattempo, Choi Ri e Wang Goeng si ribellano e liberano Nangnang, creando un regno omonimo ma indipendente. A causa della sua ambizione, Ja-shil uccide il fratello maggiore in modo che sia Choi Ri a salire al trono, anche se il marito non lo ha mai voluto.
Intanto, re Daemusin di Goguryeo vuole conquistare il regno confinante di Nangnang per impadronirsi dei suoi mari e delle sue terre fertili, necessari per la sopravvivenza del suo popolo che la terra di Goguryeo non riesce a sfamare. Va però incontro all'ostruzionismo delle cinque tribù e si vede costretto a decidere di conquistare Nangnang non con una guerra, ma facendo sposare la principessa Ra-hee al suo unico figlio, Ho-dong. Contemporaneamente, il bambino è oggetto dei tentativi di omicidio della matrigna, Song Maeseolsoo, che vuole che a salire al trono sia un suo futuro figlio che rafforzi la tribù Biryuna dalla quale lei stessa proviene.
Crescendo, Puku entra più volte in contatto con la casa reale di Nangnang grazie agli spettacoli del circo, mentre Wang Ja-shil, scoperto che la figliastra è ancora viva, cerca di ucciderla a più riprese, sempre fallendo. Puku incontra anche il principe Ho-dong, del quale diventa la guardia del corpo, e i due si innamorano, ma il desiderio della ragazza di scoprire quale sia la sua identità la porta a lasciarlo e partire per Nangnang. Quando Ho-dong la raggiunge, Puku ha ormai scoperto di essere Ja-myeong e lo respinge: il principe decide così di conquistare Nangnang a tutti i costi per riaverla al suo fianco.

## Personaggi

### Personaggi principali
- Principessa Ja-myeong/Puku, interpretata da Jung Ryeo-won e Lee Young-yoo (da bambina)
Figlia di Choi Ri e Mo Ha-so.
- Principe Ho-dong, interpretato da Jung Kyung-ho, Yeo Jin-goo (da adolescente) e Kang Soo-han (da bambino)
Principe di Goguryeo, figlio di re Daemusin e di Arang di Buyeo.
- Principessa Ra-hee, interpretata da Park Min-young e Jin Ji-hee (da bambina)
Principessa di Nangnang, figlia di Choi Ri e Wang Ja-shil.
- Wang Ja-shil, interpretata da Lee Mi-sook
Madre di Ra-hee, sorella di Wang Goeng, seconda moglie di Choi Ri.
- Song Maeseolsoo, interpretata da Sung Hyun-ah
Regina di Goguryeo, seconda moglie di re Daemusin, proveniente dalla tribù Biryuna.
- Mo Ha-so, interpretata da Kim Sung-ryung
Madre di Ja-myeong, prima moglie di Choi Ri.
- Choi Ri, interpretato da Hong Yo-seob
Re di Nangnang, padre di Ja-myeong e Ra-hee, ex jungrangjang di sinistra della comanderia di Nangnang.
- Re Daemusin, interpretato da Moon Sung-keun
Terzo re di Goguryeo, nato Muhyul, padre di Hodong e Hae Ae-woo.

### A Nangnang
- Wang Goeng, interpretato da Na Han-il
Capo dell'insurrezione coreana, ex jungrangjang di destra della comanderia di Nangnang.
- Wang Hol, interpretato da Lee Joo-hyun e Park Gun-tae (da giovane)
Gran generale di Nangnang, fratello minore di Wang Goeng e Wang Ja-shil.
- Mo Yang-hae, interpretata da Go Soo-hee
Moglie di Wang Goeng.
- Chi-so, interpretata da Park Hyo-joo
Cameriera di Wang Ja-shil.
- Donggobi, interpretata da Ji Sung-won
Cameriera di Mo Ha-so.
- Boo Dal, interpretato da Kim Hak-chul
Attendente di Wang Goeng.
- Boo Toong, interpretato da Park Kyeong-hwan
Figlio di Boo Dal.
- Do Chal, interpretato da Jang Doo-yi
Soldato di Wang Goeng.
- Do Soo-gi, interpretato da ?
Figlio di Do Chal.
- Ryoo-ji, interpretato da Park Bong-seo
Soldato della compagnia di Choi Ri, in seguito primo ministro.
- Ha Ho-gae, interpretato da ?
Attendente di Choi Ri.
- Sacerdotessa, interpretata da Jang Ji-yu

### A Goguryeo
- Woo Na-ru, interpretato da Lee Han-wi
Zio di Hodong, marito di Yeo-rang, gran generale di Goguryeo.
- Yeo-rang, interpretata da Kim Ga-yeon
Sorella di re Daemusin, zia di Hodong, moglie di Woo Na-ru.
- Song Ok-gu, interpretato da Yoon Joo-sang
Capo della tribù Biryuna, padre di Song Maeseolsoo.
- Song Gang, interpretato da Kim Hyung-mook
Figlio maggiore di Song Ok-gu.
- Song Sujiryun, interpretata da Park Hyeon-seo
Cugina di Song Maeseolsoo, seconda moglie di Daemusin.
- Eul Doo-ji, interpretato da Lee Young-bum
Mentore di Hodong e consigliere di stato.
- Hae Ae-woo, interpretato da Oh Eun-chan
Figlio di re Daemusin e Song Maeseolsoo, fratellastro di Hodong.
- Tae-chul, interpretato da Yoon Seo-hyun
Guardia del corpo di Hodong.
- Yang-deok, interpretata da ?
Cameriera di Song Maeseolsoo.
- Sool-yi, interpretata da Park A-rong
Cameriera di Song Maeseolsoo.
- Ah-mi, interpretata da ?
Cameriera di Song Maeseolsoo.
- Chu Bal-so, interpretato da Park Jung-woo
Amministratore del settore sud di Goguryeo.
- Ha-deok, interpretato da ?
Capo eunuco.
- Ta Ho-tae, interpretato da ?
Capo della tribu Yeonna.

### Altri personaggi
- Il-poom/Haengkai, interpretato da Yeo Wook-hwan e Yoon Chan (da giovane)
Figlio di Dalgebi.
- Cha Cha-sung, interpretato da Lee Won-jong
Il proprietario del circo.
- Mi-chu, interpretata da Jo Mi-ryung
La proprietaria del circo e moglie di Cha Cha-sung.
- So-so, interpretata da Kang Ye-sol, Moon Ga-young (da adolescente) e Park Ha-young (da bambina)
Una delle bambine che si esibiscono al circo, crescendo si innamora di Il-poom.
- Ja-mook, interpretato da Ahn Suk-hwan
Astrologo della comanderia di Nangnang.
- Oh Bu-gwi, interpretato da ?
Primo ministro della comanderia di Nangnang.
- Yoo Heon (Liu Xian), interpretato da Lee Chang-jik
Viceré della comanderia di Nangnang.
- Ho-gok, interpretato da Jo Kyeong-hoon
Inquisitore della comanderia di Nangnang e maestro d'armi di Ja-myeong.
- Yoo Reung (Liu Ling), interpretato da Lee Jang-won
Ministro dei riti dell'imperatore Guangwu di Han e nipote di Liu Xian.
- Cheol Sang, interpretato da ?
Ufficiale della fortezza di Jolbon.
- Jeom So-yi, interpretato da Ji Il-joo
Capo della tribù Xianbei.

## Ascolti
| Episodio | Data di trasmissione | Dati TNSM           | Dati TNSM                  |
| Episodio | Data di trasmissione | A livello nazionale | Area metropolitana di Seul |
| -------- | -------------------- | ------------------- | -------------------------- |
| Speciale | 9 marzo 2009         | 5,8%                | (<8,3%)                    |
| 1        | 10 marzo 2009        | 4,1%                | (<8, 5%)                   |
| 2        | 16 marzo 2009        | 7,7%                | (<8,7%)                    |
| 3        | 17 marzo 2009        | 10,0%               | 10,9%                      |
| 4        | 23 marzo 2009        | 9,4%                | 9,5%                       |
| 5        | 24 marzo 2009        | 9,6%                | 9,7%                       |
| 6        | 30 marzo 2009        | 9,1%                | 9,4%                       |
| 7        | 31 marzo 2009        | 9,5%                | 10,1%                      |
| 8        | 6 aprile 2009        | 11,5%               | 11,5%                      |
| 9        | 7 aprile 2009        | 11,2%               | 11,2%                      |
| 10       | 13 aprile 2009       | 9,8%                | 9,7%                       |
| 11       | 14 aprile 2009       | 10,0%               | 10,1%                      |
| 12       | 20 aprile 2009       | 9,9%                | 10,2%                      |
| 13       | 21 aprile 2009       | 10,8%               | 10,8%                      |
| 14       | 27 aprile 2009       | 9,4%                | 9,8%                       |
| 15       | 28 aprile 2009       | 10,3%               | 10,5%                      |
| 16       | 4 maggio 2009        | 9,4%                | 9,5%                       |
| 17       | 5 maggio 2009        | 9,3%                | 9,7%                       |
| 18       | 11 maggio 2009       | 8,5%                | 8,3%                       |
| 19       | 12 maggio 2009       | 8,5%                | 8,7%                       |
| 20       | 18 maggio 2009       | 8,2%                | 8,7%                       |
| 21       | 19 maggio 2009       | 8,1%                | 8,1%                       |
| 22       | 25 maggio 2009       | 10,4%               | 10,7%                      |
| 23       | 26 maggio 2009       | 9,3%                | 9,7%                       |
| 24       | 1 giugno 2009        | 8,5%                | 8,5%                       |
| 25       | 2 giugno 2009        | 8,3%                | 8,5%                       |
| 26       | 8 giugno 2009        | 8,2%                | 8,6%                       |
| 27       | 9 giugno 2009        | 8,0%                | (<8,4%)                    |
| 28       | 15 giugno 2009       | 7,5%                | (<8,1%)                    |
| 29       | 16 giugno 2009       | 8,7%                | 8,7%                       |
| 30       | 22 giugno 2009       | 7,3%                | (<7,5%)                    |
| 31       | 23 giugno 2009       | 7,4%                | (<7,7%)                    |
| 32       | 29 giugno 2009       | 6,5%                | (<8,4%)                    |
| 33       | 30 giugno 2009       | 7,2%                | (<8,1%)                    |
| 34       | 6 luglio 2009        | 6,8%                | (<8,0%)                    |
| 35       | 7 luglio 2009        | 7,0%                | (<8,2%)                    |
| 36       | 13 luglio 2009       | 5,9%                | (<8,7%)                    |
| 37       | 14 luglio 2009       | 6,5%                | (<9,2%)                    |
| 38       | 20 luglio 2009       | 6,8%                | (<8,4%)                    |
| 39       | 21 luglio 2009       | 7,2%                | (<7,7%)                    |
| Media    | Media                | 8,5%                | -                          |

## Colonna sonora
1. By Myself (나 혼자서) – Tiffany
2. Love is Not a Crime (사랑이 죄인가요) – Baek Ji-young
3. Ja-myeong go (자명고)
4. I'm Sorry, I'm Sorry (Prince Hodong Theme) (미안하다 미안하다 (호동왕자 테마)) – Gyeon Yoo
5. Live (Ja-myeong Recalling Theme) (살께 (자명회상 테마)) – Hanyi
6. Come in Dreams Too (Ra-hee Theme) (꿈에라도 오세요 (라희 테마)) – Kim Bo-ra
7. I Don't Know, I Don't Know (Wang Hol Theme) (모르고 모르죠 (왕홀테마) – Oh Ji-yeong
8. Ja-myeong (自鳴 (자명))
9. General (將軍 (장군))
10. Hodong (好童 (호동))
11. Ja-myeong's Memories (자명의 회상)
12. Ra-hee (羅姬 (라희))
13. Morning Moon (새벽달)
14. Love (愛心 (애심))
15. Sad Love (悲戀 (비련))
16. Way Through the Veil (장막을 헤치고)
17. Cruel Fate (모진인연)
18. Boreuk Fly (보륵아 날아라)
19. Dreaming (春夢 (춘몽))
20. Peaceful Scene (평화로운 정경)

## Riconoscimenti
| Anno | Premio                  | Categoria                                          | Ricevente            | Risultato       |
| ---- | ----------------------- | -------------------------------------------------- | -------------------- | --------------- |
| 2009 | Mnet Asian Music Awards | Miglior colonna sonora                             | By Myself di Tiffany | Candidato/a     |
| 2009 | SBS Drama Awards        | Premio all'eccellenza, attrice in un drama seriale | Jung Ryeo-won        | Candidato/a     |
| 2009 | SBS Drama Awards        | Miglior attrice di supporto in un drama seriale    | Sung Hyun-ah         | Candidato/a     |
| 2009 | SBS Drama Awards        | Premio dei produttori                              | Jung Kyung-ho        | Vincitore/trice |

## Distribuzioni internazionali
| Paese    | Canale/i | Prima TV                        | Titolo adottato                                                    |
| -------- | -------- | ------------------------------- | ------------------------------------------------------------------ |
| Taiwan   | TTV      | 30 ottobre 2011-28 gennaio 2012 | 自鳴公主 (La principessa Ja-myeong)                                |
| Giappone | LaLa TV  |                                 | 幻の王女チャミョンゴ (La principessa delle illusioni Ja-myeong go) |